# Национално знаме на Катар
Националното знаме на Катар е прието на 9 юли 1971 година.
Това знаме е подобно на знамето на Бахрейн, което има по-малко червени лъчи и различно съотношение.

## Елементи
- Бяло – мир;
- Лилаво – пролятата кръв за независимост;
- 9 лъча – Катар е сред 9-те емирата в Персийския залив.

## История
- (1916 – 1936)
- (1936 – 1949)
- (1949 – 1971)